# Azufral
Azufral oder Azufral de Túquerres ist ein Schichtvulkan im Süden des südamerikanischen Staates Kolumbien auf dem Gebiet der Gemeinde Túquerres im Departamento de Nariño. Der Gipfel des Vulkans besteht aus einer Caldera mit einem Durchmesser von 2,5 km × 3 km und einem rhyodazitischen Lavadom-Komplex. An der Nordwestseite der Caldera liegt der See Laguna Verde. Etwa ein Dutzend Lavadome befinden sich in der Caldera, wobei die letzten vor etwa 3600 Jahren entstanden. Es bestehen einige Gebiete mit Fumarolen. Es liegen keine gesicherten wissenschaftlichen Daten über Ausbrüche des Vulkans vor. 